# Campanularia pecten
Campanularia pecten är en nässeldjursart som beskrevs av Gow och Wilfrid Arthur Millard. Campanularia pecten ingår i släktet Campanularia och familjen Campanulariidae. Inga underarter finns listade i Catalogue of Life.